# الدورية الأردنية للهندسة الميكانيكية والصناعية
الدورية الأردنية للهندسة الميكانيكية والصناعية(Jordan Journal of Mechanical and Industrial Engineering) تأسست في عام 2007 تنشرها الجامعة الهاشمية ووزارة التربية والتعليم العالي والبحث العلمي في الأردن ، وتغطي مجالات الهندسة، بما في ذلك ديناميات الموائع الحسابية، الديناميكا الحرارية، هندسة الميكاترونكس، والطاقة المتجددة. وتهدف إلى رفع سوية البحوث العلمية في مجالات الهندسة الميكانيكية ووضع العالم العربي على خارطة الدول الصاعية وان تكون المنطقة العربية منطقة جذب للباحثين والعلماء من باقي دول العالم.

## وصلات خارجية
الدورية الأردنية للهندسة الميكانيكية والصناعية